# Blind Illusion
Blind Illusion ist eine Thrash-Metal-Band aus San Francisco, Kalifornien, die im Jahr 1979 gegründet wurde, sich 1989 trennte und im Jahr 2008 wieder zusammenfand.

## Geschichte
Die Band wurde im Jahr 1979 von dem Schüler Marc Biedermann (Gesang, E-Gitarre) gegründet. Kurze Zeit später stießen der Bassist Alvin Petty und der Schlagzeuger Bret Hern zur Band. Petty wurde kurze Zeit später durch Les Claypool ersetzt. Anfang der 1980er-Jahre stieß der Sänger David White (nun bei Heathen) zur Band. Im Jahr 1983 änderte sich die Besetzung der Band erneut: Der Gitarrist Pat Woods, der Bassist Gene Gilson und der Schlagzeuger Mike Miner stießen zur Band. Es folgten einige Auftritte in der San Francisco Bay Area. Zudem nahmen sie auch einige Demos auf, wodurch sie in Kombination mit vielen Auftritten ihre Bekanntheit stark erhöhten.
Mitte der 1980er-Jahre verließ David White die Band, um bei Heathen zu spielen. Pat Woods übernahm kurzzeitig seinen Posten, um dann kurze Zeit später ebenfalls die Band zu verlassen. Mark Biedermann übernahm den Posten des Sängers. Zudem kehrte der Bassist Les Claypool wieder zurück zur Band, um Gene Gilson zu ersetzen. Im Anschluss daran veröffentlichten sie ein Demo, das von Kirk Hammett produziert wurde. Danach stieß John Marshall als zweiter Gitarrist zur Band. Nach dessen Ausscheiden im Jahr 1987 wurde er durch Larry „Ler“ Lalonde (Possessed) ersetzt, sodass die Besetzung vorerst wieder komplett war.
Im Sommer 1987, nach einigen Demos und lokalen Auftritten, erreichte die Band einen Vertrag mit Combat Records. Bei diesem Label veröffentlichten sie im Jahr 1988 ihr Debütalbum The Sane Asylum. Der Veröffentlichung folgte eine Tour, bevor die Band sich im Jahr 1989 auflöste. Claypool und LaLonde widmeten sich der Band Primus. Marc Biedermann begann im selben Jahr noch mit den Arbeiten zu einem zweiten Album, das den Namen The Medicine Show tragen sollte. Es wurde jedoch nie veröffentlicht, da ihn das Resultat der Aufnahme nicht zufriedenstellte.
Im Jahr 2008 fand die Band wieder zusammen. Marc Biedermann war wieder Sänger und Gitarrist, Robert Nystrom spielte das Schlagzeug und Danny Harcourt den Bass.
Das Album Demon Master wurde im Jahr 2010 veröffentlicht.

## Stil
Vor allem das Spiel der Gitarren hat in der Band einen besonderen Wert, da es technisch anspruchsvoll ist und der Hauptfokus auf diesem liegt. Auch ist das Spiel des Basses wichtig, wobei teilweise komplizierte Rhythmen von Les Claypool angewandt werden. Diese Form des Thrash Metals wird oft als „Progressive Thrash Metal“ beschrieben. Den Liedern sind außerdem Anleihen aus dem Psychedelic Rock und Funk anzuhören.

## Diskografie

### Alben
- 1988: The Sane Asylum (Combat Records)
- 2010: Demon Master (Eigenveröffentlichung)
- 2022: Wrath of the Gods (Hammerheart Records)

### Demos
- 1983: 1983 Demo (Eigenveröffentlichung)
- 1985: Trilogy of Terror (Eigenveröffentlichung)
- 1986: Blood Shower (Eigenveröffentlichung)
- 1986: Slow Death (Eigenveröffentlichung)
- 1989: Psychedelic Symphony (Eigenveröffentlichung)